# Federacja Republik Arabskich
Federacja Republik Arabskich (arab. ‏اتحاد الجمهوريات العربية‎, Ittiħād al-Ǧumhūrijjāt al-`Arabijja) – federacja Egiptu, Libii i Syrii, formalnie istniejąca w latach 1972–1977. 

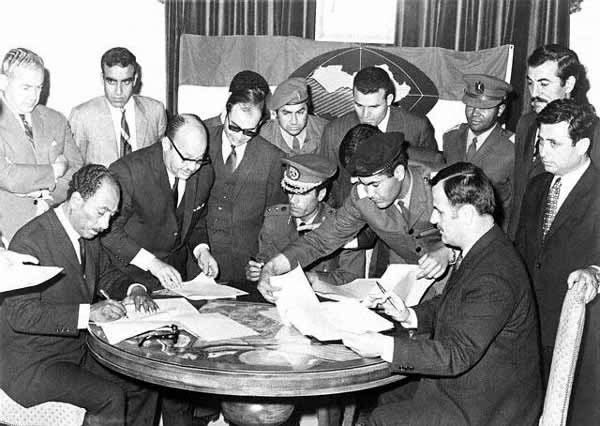
Podpisanie aktu powołania Federacji Republik Arabskich, 18 kwietnia 1971

## Historia
Pomysłodawcą federacji był libijski przywódca Muammar al-Kaddafi. W jego zamierzeniu miała stanowić zalążek panarabskiego państwa.
W zgodzie z przeprowadzonymi w marcu 1972 roku referendami w Egipcie, Libii i Syrii, 1 lipca oficjalnie powołano do życia Federację Republik Arabskich. Postanowienia tworzące federację nie weszły nigdy w życie. W marcu 1977 r. oficjalnie ją rozwiązano.